# Aron Kwak
Kwak Young-min (hangul: 곽영민; hanja: 郭英敏; rr: Kwak Yeong-min; MR: Kwak Yŏng-min; nascido Aron Kwak em 21 de maio de 1993), mais frequentemente creditado na carreira musical apenas como Aron (hangul: 아론), é um cantor e rapper estadunidense de origem sul-coreana. Ele é popularmente conhecido por ter sido integrante do grupo masculino sul-coreano NU'EST, formado pela Pledis Entertainment em 2012.

## Biografia
Aron nasceu em 21 de maio de 1993 em Los Angeles, onde viveu grande parte de sua vida. Foi previamente aceito na Universidade New York, que é número quatro na lista de escola dos sonhos de 2013 nos Estados Unidos, mas decidiu seguir seu sonho de se tornar um cantor.

## Carreira

### Antes da estreia
Aron audiciou para a Pledis Entertainment através da "PLEDIS USA Personal Audition", enquanto ainda morava nos Estados Unidos, onde desempenhou os mais altos pontos. Sua capacidade vocal atraiu diversos produtores da gravadora, e mais tarde, juntou-se à empresa como estagiário. Ele realizou aparições nos lançamentos de diversos colegas de gravadora. Aron se tornou dançarino de apoio para o A.S. Blue single Wonder Boy.

### NU'EST
Em 15 de maio de 2012, Aron realizou sua estreia como integrante do grupo NU'EST com o lançamento do single Face. É considerado o integrante mais versátil do grupo, pois, além de cantar, sabe também tocar guitarra e possui ótimas habilidades no rap.
Em meados de 2013, Aron feriu seu músculo da coxa esquerda enquanto se preparava para o retorno do NU'EST, previsto para o dia seguinte. Apesar da sua lesão, Aron se apresentou com seu grupo no programa musical da Mnet M! Countdown. Meses mais tarde, Aron foi levado às pressas para a sala de cirurgia para tratar de sua enterite aguda. Ele não conseguiu participar do Tour LOILE.E do NU'EST ocorrida no dia 21 de julho em Taiwan. Entre os dias 8 de abril de 2013 e 19 de abril de 2015, Aron se tornou um locutor de rádio para a Arirang Radio. O programa posteriormente se tornou um dos programas de rádio mais famosos da Coreia do Sul, desempenhando a media de 3.000 pontos por dia no índice de audiência após a entrada de Aron. Ele mais tarde assumiu o cargo de DJ na SBS POP ASIA com seu próprio programa estreando em 14 de agosto de 2015 e se encerrando em 22 de abril de 2016.
Aron se tornou o protagonista masculino do videoclipe The Ceiling, lançado pelo cantor NuSoul como seu lançamento de estreia. Ele também uma aparição no videoclipe Got It Figured Out do Chad Future, e mais tarde, apareceu no videoclipe Shakes That Brass da cantora Amber Liu, ex-integrante do f(x).
Em meados de 2017, o NU'EST encerrou suas promoções por tempo indeterminado uma vez que os integrantes JR, Baekho, Minhyun e Ren se tornaram concorrentes para o reality show Produce 101 Season 2.  Por conta de uma lesão em seu joelho, Aron foi o único integrante do grupo que não participou do programa.

## Composições
| Ano  | Artista | Título                       | Notas                                                              |
| ---- | ------- | ---------------------------- | ------------------------------------------------------------------ |
| 2014 | NU'EST  | Action                       | Composição das letras com JR                                       |
| 2016 | NU'EST  | Love Paint (Every Afternoon) | Todos os integrantes do NU'EST participaram da composição da letra |

## Discografia

### Colaboração
| Ano  | Artista     | Título             | Álbum                     | Notas                               |
| ---- | ----------- | ------------------ | ------------------------- | ----------------------------------- |
| 2014 | Chad Future | Got It Figured Out | The First Mini Album - EP | Colaboração de Chad Future com Aron |

## Videografia

### Aparição em videoclipes
| Ano  | Artista                   | Título                            | Notas                                       |
| ---- | ------------------------- | --------------------------------- | ------------------------------------------- |
| 2011 | A.S. Blue                 | Wonder Boy'                       | —                                           |
| 2011 | Son Dam-bi & After School | LOVE LETTER                       | Colaboração com Ara, Lime, Minhyun e Dongho |
| 2012 | Happy Pledis              | LOVE LETTER(PLEDIS BOYS VERSION!) | —                                           |
| 2013 | Kye Bum Joo               | The Ceiling                       | [ 23 ]                                      |
| 2014 | Chad Future               | Got It Figured Out                | Colaboração com Aron                        |
| 2015 | Amber                     | Shake That Brass                  | —                                           |